# Marianna Shirinyan
Marianna Shirinyan (armenisch Մարիաննա Շիրինյան; * 25. September 1978 in Jerewan) ist eine armenisch-dänische klassische Pianistin und Klavierpädagogin. Sie ist Gewinnerin mehrerer Musikwettbewerbe und seit 2013 Steinway-Artist. Sie lebt in Kopenhagen.
Marianna Shirinyan
(Foto: Nikolaj Lund)

Link zum Bild

## Biographie
Marianna Shirinyan erhielt ihren ersten Unterricht im Alter von sechs Jahren in ihrer Geburtsstadt Jerewan, als sie an die Tchaikovsky Secondary Music School bei Margarita Hakobian aufgenommen wurde. 1995 begann sie ihr Studium an der Staatlichen Musikhochschule in Jerewan in der Klasse von Igor Javrian und setzte dieses 1997 bei Mathias Weber in Hamburg fort, bevor sie es an der Musikhochschule Lübeck bei Konrad Elser mit Auszeichnung abschloss.
Seit sie 2006 beim Internationalen Musikwettbewerb der ARD in München 2006 gleich fünf Auszeichnungen erhielt, gehört sie zu den gefragtesten Solisten und Kammermusikern auf der Bühne. Sie ist regelmäßiger Gast bei einer Reihe von internationalen Festivals, darunter dem Schleswig-Holstein Musik Festival, den Schwetzinger Festspielen, dem MDR Sommermusikfestival, dem Bodenseefestival, den Festspillene in Bergen, den Stift Musical Encounters In Twente, der isa International Summer Academy (in verschiedenen Städten, 2025 in Wien) sowie den Internationalen Kammermusik-Festivals in Stavanger, Risør, Oxford u. a. Gleichzeitig hat sie sich durch Soloauftritte mit führenden Orchestern wie dem Dänischen Radio-Sinfonieorchester (u. a. im Februar 2013 in einer Rachmaninoff-Aufführung), den Philharmonischen Orchestern von Oslo, Helsinki und Kopenhagen (Sjællands Symfoniorkester), der Tapiola Sinfonietta, den Sinfonieorchestern von Göteborg und Norrköping in Schweden sowie den Sinfonieorchestern von Odense, Århus und Südjütland in Dänemark den Ruf als eine der führenden und kreativsten Pianistinnen dieser Generation erworben. Als Kammermusikerin trat sie zusammen mit der britischen Cellistin Natalie Clein, dem ukrainischen Bratschisten Maxim Rysanov, den deutschen Violinistinnen Franziska Hölscher und Lena Neudauer, der norwegischen Violinistin Vilde Frang, dem französischen Musiker und Komponisten Thomas Bloch sowie mit dem belgischen Streichquartett Quatuor Danel (u. a. in Muri, Schweiz), dem Danish National Chamber Orchestra und der Sinfonia Toronto u. v. a. auf.
In der Saison 2013/14 war Shirinyan Artist in Residence beim Odense Symphony Orchestra.
Shirinyan trat in mehreren Städten Dänemarks, Finnlands, Deutschlands, der Niederlande, Italiens, Armeniens, Russlands und anderer Länder auf. Außerhalb Skandinaviens konzertierte sie mit dem Symphonieorchester des Bayerischen Rundfunks, der Kammerakademie Potsdam, der Deutschen Radio Philharmonie Saarbrücken Kaiserslautern, den Münchner Symphonikern, den Hofer Symphonikern, den Würzburger Philharmonikern, den Münchner und Hamburger Kammerorchestern, dem Orchestre Philharmonique de Nice, dem Armenian National Philharmonic Orchestra, I Pomeriggi Musicali di Milano, dem Wuhan Philharmonic unter der Leitung von Dirigenten wie Hans Graf, Lawrence Foster, Andrei Boreiko, Zoltán Kocsis, Simon Gaudenz, Antonello Manacorda, Jun Märkl, Thomas Søndergård, Krzysztof Urbański und Joshua Weilerstein.

## Lehrtätigkeit
Zwischen 1998 und 2006 hatte Shirinyan eine Teilzeitstelle als Dozentin/Coach für Klavierbegleitung an der Musikhochschule Lübeck inne, die sie im jungen Alter von 19 Jahren antrat. 1999 bis 2003 kehrte sie regelmäßig als Coach für Klavier/Kammermusik an die Orchesterakademie des Schleswig-Holstein Musik Festivals zurück. Darüber hinaus war sie von 2003 bis 2011 regelmäßiges Mitglied des Esbjerg Ensembles in Dänemark. Sie unterrichtet als bei ihrem Antritt jüngste Dozentin der Kammermusik-Sommerakademie des Wettbewerbs „Jugend musiziert“ im Schloss Weikersheim.
Shirinyan ist seit 2015 Gastprofessorin an der Norwegischen Musikhochschule in Oslo und seit dem 1. August 2024 Professorin an der Royal Danish Academy of Music, der Staatlichen Hochschule für Musik, wo sie zuvor während drei Jahren ebenfalls Gastprofessorin gewesen war.

## Erfolge und Auszeichnungen
- In ihren jungen Jahren belegte sie 1994 den 1. Platz beim Jugend-Kammermusik-Wettbewerb in Paderborn, Deutschland („Junge Ensembles musizieren“). Sie war auch Preisträgerin beim Internationalen Wettbewerb für junge Pianisten in Ettlingen, Deutschland, Gaillard, Frankreich, und zweimal in Spanien – Maria Canals und Concurso Internacional de Piano Compositores de España (CIPCE).
- Im Jahr 2001 erhielt sie sowohl den Preis des Schleswig-Holstein Musik Festivals als auch den Possehl-Musikpreis in Lübeck.
- Im Jahr 2002 gewann sie den 1. Preis beim Internationalen Löwenwettbewerb.
- Zusammen mit der finnischen Geigerin Laura Vikman gewann sie 2004 beim Kammermusikwettbewerb Premio Vittorio Gui in Florenz, Italien, erneut den ersten Preis.
- Beim Internationalen Musikwettbewerb der ARD in München 2006 erhielt sie fünf Auszeichnungen, nämlich den Zweiten Preis, den Publikumspreis, den Sonderpreis des Münchener Kammerorchesters, den Brüder-Busch-Preis und den Preis des Symphonieorchesters des Bayerischen Rundfunks.
- Im Jahr 2009 verlieh ihr der Verband der dänischen Musikkritiker seinen Jahrespreis.
- Im Jahr 2010 erhielt sie den P2-Künstlerpreis des Dänischen Rundfunks für ihre Beiträge zum musikalischen und künstlerischen Leben in Dänemark.
- Im Jahr 2014 war sie Jurymitglied bei zwei bedeutenden internationalen Klavierwettbewerben, dem ARD-Musikwettbewerb in München und dem Internationalen Edvard-Grieg-Klavierwettbewerb in Bergen/Norwegen.
- Im Jahr 2016 kehrte sie als Jurymitglied zum Grieg-Wettbewerb zurück.
- In den Jahren 2016/17 war sie künstlerische Leiterin des Fejø-Kammermusikfestivals.
- Im Jahr 2018 übernahm sie die künstlerische Leitung des Oremandsgaard-Kammermusikfestes in Dänemark und erhielt den P2-Preis des Dänischen Rundfunks für die Aufnahme von Louis Glass’ Fantasie für Klavier und Orchester, op. 47 mit dem Staatsorchester Rheinische Philharmonie Koblenz unter Danilel Raiskin.
- Im Jahr 2022 wurde sie mit dem Carl und Anne-Marie Nielsen Award geehrt.

## Diskographie
Marianna Shirinyan kann auf eine umfangreiche Diskographie zurückblicken, darunter die CD mit Kammermusik von Frédéric Chopin zusammen mit Andreas Brantelid, Cello, und Vilde Frang, Violine (EMI, 2009), die Solo-Recital-CD „Il Viaggio“ mit Kompositionen von Franz Liszt, Alban Berg, Wolfgang Amadeus Mozart und Tigran Mansurjan (Solo musica, 2012), das Klavierkonzert Nr. 1 von Ludwig van Beethoven und das Klavierkonzert von Friedrich Kuhlau zusammen mit der Kopenhagener Philharmonie (Orchid Classics, 2012) sowie die Klavierkonzerte Nr. 12 und 23 von Mozart mit dem Odense Symphony Orchestra (Bridgerecords, 2014). 2016 veröffentlichte sie eine CD mit Werken von Niels Wilhelm Gade, die dem 200-jährigen Jubiläum des Komponisten gewidmet ist (Dacapo) und eine Kammermusik-CD zusammen mit dem jungen norwegischen Geiger Guro Kleven Hagen mit Kompositionen von Maurice Ravel, Francis Poulenc und Sergei Prokofjew („Fait pleurer les sanges“, Simax). Shirinyans neueste Veröffentlichungen sind das Album „La Nuit“ mit Werken von Maurice Ravel, Alexander Skrjabin (Feuillet d’Album Nr. 1, op. 45), Enescu und Arno Babadschanjan (Lawo, 2025) und die Duo-CDs mit dem schwedischen Cellisten Torleif Thedéen und Kammermusik von Clara und Robert Schumann, Franz Schubert und Richard Strauss („An die Musik“, Lawo, 2024), mit der ungarischen Cellistin Dóra Kokas und Kammermusik von Sergei Rachmaninow und Dmitri Schostakowitsch („Hypnosis“, Hungaroton, 2024) sowie mit dem Bratschisten Maxim Rysanov mit der Sonate für Viola und Klavier op. 147 von Schostakowitsch („Shostakovich“, Hungaroton, 2024). Alle CDs wurden von internationalen Kritikern und Hörern gleichermaßen außerst positiv aufgenommen.

## Repertoire
Johann Sebastian Bach
- Präludium und Fuge in Cis-Dur BWV 848
- Präludium und Fuge in cis-Moll BWV 849
- Präludium und Fuge es/dis-Moll BWV 853
- Präludium und Fuge in C-Dur BWV 870
- Partita in B-Dur BWV 825
- Partita in c-Moll BWV 826
- Englische Suite Nr. 2 in a-Moll, BWV 807
- Italienisches Konzert in F-Dur, BWV 971

Ludwig van Beethoven
- Klaviersonate Nr. 7 in D-Dur, op. 10 Nr. 3
- Klaviersonate Nr. 17 in d-Moll op. 31 Nr. 2 „Der Sturm“
- Klaviersonate Nr. 21 in C-Dur, op. 53, „Waldstein“
- Klaviersonate Nr. 30 in E-Dur, op. 109
- Klaviersonate Nr. 31 in As-Dur, op. 110
- Klaviersonate Nr. 32 in c-Moll, op. 111

Wolfgang Amadeus Mozart
- Klaviersonate Nr. 10 in C-Dur, KV 330

Alban Berg
- Klaviersonate, op. 1

Franz Schubert
- Klaviersonate Nr. 19 in c-Moll, D. 958
- Klaviersonate Nr. 20 in A-Dur, D. 959
- 4 Impromptus, op. 90, D. 899

Robert Schumann
- Abegg-Variationen, op. 100
- Kreisleriana, op. 16
- Sinfonische Etüden, op. 13
- Kinderszenen, op. 15
- Arabeske in C-Dur, op. 18

Johannes Brahms
- Zwei Rhapsodien, op. 79
- Sechs Klavierstücke, op. 118
- Vier Klavierstücke, op. 119

Frédéric Chopin
- Klaversonate Nr. 3 in h-Moll, op. 58
- Scherzo Nr. 1 in h-Moll, op. 20
- Ballade Nr. 2 in F-Dur, op. 38
- Scherzo Nr. 3 in cis-Moll, op. 39
- Ballade Nr. 3 in As-Dur, op. 47
- Ballade Nr. 4 in f-Moll, op. 52
- Barcarolle in Fis-Dur, op. 60
- Berceuse in Des-Dur, op. 57
- Polonaise Nr. 7 in As-Dur, op. 61, „Polonaise Fantaisie“
- Impromptu Nr. 4 in cis-Moll, op. 66, „Fantasie-Impromptu“

Franz Liszt
- Spanische Rhapsodie, S254/R90
- Dante-Sonate, S161

Felix Mendelssohn Bartholdy
- Variations sérieuses, op. 54

Maurice Ravel
- Gaspard de la nuit
- Sonatine
- Valses nobles et sentimentales

Claude Debussy
- Images (Buch 1)
- Estampes
- Préludes

Sergei Rachmaninow
- Variationen über ein Thema von Corelli, op. 42

César Franck
- Prélude, Choral et Fugue, FWV 21/CFF 24

Sergei Prokofjew
- Sonate Nr. 2 in d-Moll, op. 14
- Sonate Nr. 3 in a-Moll, op. 28
- Sonate Nr. 4 in c-Moll, op. 29
- Sonate Nr. 7 in B-Dur, op. 83

Arnold Schönberg
- Drei Klavierstücke, op. 11
- Klavierstücke, op. 33a/b

Dmitri Schostakowitsch
- 24 Präludien für Klavier solo, op. 34

Alexander Skrjabin
- Feuillet d’Album Nr. 1, op. 45

Niels Wilhelm Gade
- Klaviersonate, op. 28
- Aquarellen, op. 19, Vol. 1 & 2
- Volkstänze, op. 31
- Aquarel
- Aquarellen, op. 57
- Chanson danoise

Tigran Mansurjan
- Three Pieces for the Low Keys

Steingrímur Rohloff
- Klavierkonzert

Sergei Rachmaninow
- Suite Nr. 1 für zwei Klaviere in g-Moll, op. 5
- Suite Nr. 3 für zwei Klaviere in C-Dur, op. 17

Albert Dietrich, Robert Schumann und Johannes Brahms
- F.A.E.-Sonate (transkribiert für Cello und Klavier von Torleif Thedéen)

Clara Schumann
- Drei Romanzen für Violine und Klavier (transkribiert für Cello und Klavier von Torleif Thedéen)

Robert Schumann
- Violinsonate Nr. 1 in a-Moll, op. 105
- Kinderszenen, op. 15 (transkribiert für Cello und Klavier von Torleif Thedéen)

Franz Schubert
- An die Musik D. 547 (transkribiert für Cello und Klavier von Torleif Thedéen)
- Nacht und Träume, D. 827 (transkribiert für Cello und Klavier von Torleif Thedéen)

Frédéric Chopin
- Sonate für Violoncello und Klavier in g-Moll, op. 65
- Trio für Klavier, Violine und Violoncello in g-Moll, op. 8
- Grand Duo concertant pour piano et violoncelle in E-Dur über Themen aus Robert le diable von Giacomo Meyerbeer, B. 70

Richard Strauss
- 8 Gedichte aus „Letzte Blätter“, op. 10 (TrV 141)
- Sonate in F-Dur für Violoncello und Klavier, op. 6 (TrV 115)

Sergei Rachmaninow
- Sonate für Violoncello und Klavier in g-Moll, op. 19
- Vocalise für Violoncello und Klavier nach op. 34 Nr. 14

Dmitri Schostakowitsch
- Sonate d-Moll für Cello und Klavier, op. 40
- Sonate für Viola und Klavier, op. 147
- Klavierquintett in g-Moll, op. 57
- Streichquartett in Fis-Dur, op. 14

Alma Mahler-Werfel
- Lieder

Maurice Ravel
- Violinsonate Nr. 1

Francis Poulenc
- Sonate Nr. 4 für Violine und Klavier, op. 119

Sergei Prokofjew
- Violinsonate Nr. 1

Olivier Messiaen
- Trois petites Liturgies de la présence divine
- Cinq Rechants

Ferruccio Busoni
- Chaconne in d-Moll, Klavier-Transkription des 5. Satzes aus der Partita II für Violine von Johann Sebastian Bach

Mieczysław Weinberg
Klavierquintett in f-Moll, op. 18
Isidora Žebeljan
- Sarabande

Wolfgang Amadeus Mozart
- Klavierkonzert Nr. 12 in A-Dur, KV 414
- Klavierkonzert Nr. 20 in d-Moll, KV. 466
- Klavierkonzert Nr. 21 in C-Dur, KV. 467 „Elvira Madigan“
- Klavierkonzert Nr. 23 in A-Dur, KV. 488

Ludwig van Beethoven
- Klavierkonzert Nr. 1 in C-Dur, op. 15
- Klavierkonzert Nr. 3 in c-Moll, op. 37
- Klavierkonzert Nr. 4 in G-Dur, op. 58

Frédéric Chopin
- Klavierkonzert Nr. 1 in e-Moll, op. 11
- Klavierkonzert Nr. 2 in f-Moll, op. 21

Johannes Brahms
- Klavierkonzert Nr. 1 in d-Moll, op. 15

Robert Schumann
- Klavierkonzert in a-Moll, op. 54

Edvard Grieg
- Klavierkonzert in a-Moll, op. 16

Sergei Prokofjew
- Klavierkonzert Nr. 3 in C-Dur, op. 26

Sergei Rachmaninow
- Klavierkonzert Nr. 2 in c-Moll, op. 18
- Rhapsodie über ein Thema von Paganini, op. 43

Dmitri Schostakowitsch
- Klavierkonzert Nr. 2 in F-Dur, op. 102

Leopold van der Pals
- Konzert für Klavier und Orchester op. 100

Louis Glass
- Fantasie für Klavier und Orchester, op. 47